# Плавучие технические базы проекта 2020
Плавучие технические базы проекта 2020 (шифр Малина) — предназначены для дозаправки, перезарядки, поддержки и ремонта ядерных энергетических установок атомных подводных лодок. Разработка началась с середины 1970-х годов в ЦКБ «Айсберг». Главный конструктор И. Г. Коган. Строились на Черноморском ССЗ в городе Николаев. Предполагалось построить пять судов данного проекта, однако, в связи с распадом СССР было построено 3 судна, ещё одно не было достроено и строительство ещё одного было отменено.

## Описание
Для хранения 1400 топливных сборок на сумму около шести активных зон реакторов. Ядра реактора разделены на четыре отсека для хранения, каждый из которых имеет средства для 51 контейнеров топливных сборок. Есть также два отсека для хранения свежего ядерного топлива. Каждый корабль имеет два крана с грузоподъёмностью 15 тонн. Отработанное ядерное топливо может быть поднято на борт непосредственно из реакторов подводных лодок, или из барж типа 326 M. Суда также оборудованы резервуарами для хранения, позволяющими держать 450 м³ жидких радиоактивных отходов, в том числе 95 м³ отходов среднего уровня с активностью до 3,7 ГБк/л (0,1 Ки/л).
Танкер имеет встроенный завод очистки жидких радиоактивных отходов из первичных контуров охлаждения для дальнейшей переработки. Судно также может хранить до 400 тонн нефти / воды в смеси таким образом, что стабильность самого сосуда подвергается риску.
Суда оборудованы 15-тонными кранами для перегрузки топлива и других работ.

## Тактико-технические данные[1]
- Водоизмещение, т:
  - стандартное: 9700
  - полное: 13900
- Размеры, м:
  - длина: 137,8
  - ширина: 21,2
  - осадка: 6,8
- Скорость полного хода, уз: 12
- Дальность плавания: 13000 миль (при скорости 10 уз)
- Автономность, сут: 45
- Силовая установка: электродвигатель ПГ-112-1 (2700 л. с.)
- Электростанция: 4 дизель-генератора по 1500 кВт каждый
- Экипаж, чел: 260
- Объём хранилищ:
  - четыре бака по 51 чехлу каждый (общая ёмкость — 204 чехла с ЯТ, соответственно 1400 ОТВС)
  - два помещения со стеллажами для размещения двух комплектов свежего ЯТ
  - цистерны для хранения ЖРО общей ёмкостью 450 м3, в том числе высокоактивных — 95 м3 (до 10-2 Ки/л).

## Представители проекта

### ПТБ-5
Головное судно проекта (заказ № 695) было заложено 19 апреля 1980 года. При строительстве ПТБ-5, старший строитель Ю. М. Куракин. Судно спущено на воду 5 ноября 1981 года. После выполнения испытаний по общесудовой программе на Чёрном море, судно сдали заказчику 1 июля 1984 года. В апреле 1985 года в Северодвинске провели специальные испытания в соответствии с предназначением судна. ПТБ-5 введена в строй Северного флота как ПМ-63.
Бортовой номер до 2006 года — ПМ-63, после — 903. В настоящее время судно базируется на Северодвинск.

### ПТБ-6
Следующее судно (заказ № 696) заложено 14 ноября 1981 года. При строительстве ПТБ-6, старший строитель И. А. Белый. Судно сдано заказчику 12 сентября 1985 года, с опозданием от плана на целый год. Введено в 1986 году в состав Тихоокеанского флота как ПМ-74.
Используется для заправочных операций и транспортировки отработанного ядерного топлива в хранилищах Тихоокеанского флота на Камчатке и Шкотово.
Бортовой номер до 2008 года — ПМ-74, после 886.

### ПТБ-7
ПТБ-7 (заказ № 697) заложено 5 декабря 1986 года. Строительство шло медленно и периодически прерывалось, в общей сложности судно пробыло на стапеле 20 месяцев. Спущено на воду в августе 1988 года. При достройке на плаву, в 1989 году, на этом заказе работы практически не велись. В 1990 году работы возобновились, и 12 сентября 1990 года судно сдано заказчику.
ПТБ-7 передано в 1991 году на Северный флот как ПМ-12. После ввода в эксплуатацию базировалось на военно-морскую базу Гаджиево.
В сентябре 1991 года два ядерных реактора были переведены с подводной лодки третьего поколения в один из трюмов (эти трюмы не предназначены для хранения или транспортировки этого вида топлива). В сентябре 1993 года было принято решение временно вывести судно из эксплуатации. Однако это не было сделано, и уже в ноябре этого же года оно получило ещё одну партию отработанного ядерного топлива.
Бортовой номер до 2010 года — ПМ-12, после 914.

### Заказ № 698
Заказ № 698 спустили на воду 27 декабря 1991 года, но из за отсутствия финансирования работы на нём были остановлены. После распада СССР судно было оставлено на хранение. В дальнейшем переговоры с Россией о его достройке не увенчались успехом, поэтому было принято решение о его консервации. По сей день недостроенная плавучая техническая база продолжает стоять у достроечной стенки Черноморского судостроительного завода.
С 1993 года бортовой номер — ПМ-16.

### Заказ № 699
Заказ № 699 не был официально заложен. Были сварены только днищевые секции и некоторые элементы конструкции, что составило около 10 %. Из-за распада СССР и прекращения финансирования строительство прекратилось, а позже готовые конструкции разделаны на металл.